# ズラトコ・ダリッチ
ズラトコ・ダリッチ（Zlatko Dalić, 1966年10月26日 - ）は、ユーゴスラビア（現・ボスニア・ヘルツェゴビナ）・リヴノ出身のクロアチア国籍の元サッカー選手、現サッカー指導者。選手時代のポジションはミッドフィールダー。現在はクロアチア代表の監督を務めている。
2018 FIFAワールドカップでは、クロアチア代表を率いて就任8ヶ月で、同国を史上最高位の準優勝に導いた。

## 選手経歴
自身の出生地であるリヴノを拠点とするNKトログラヴでユース時代を過ごし、1983年に加入したハイドゥク・スプリトでプロキャリアをスタートした。その後、ユーゴスラビアや同国崩壊後のクロアチアのクラブを渡り歩き、NKヴァルテクスでのプレーを最後に2000年に現役を引退した。

## 指導者経歴

### 初期
現役引退後もNKヴァルテクスに留まり、同クラブのアシスタントコーチやスポーツディレクターを務めていたが、2005年5月から監督に就任した。初年度の2005-06シーズンは国内リーグで3位、国内カップ戦で準優勝となるなど確かな結果を残した。
ヴァルテクスとの契約が切れた2007年の夏には、新たにHNKリエカの監督に就任した。2007-08シーズンは4位で終えるも、同シーズン終了後のUEFAインタートトカップで1回戦敗退となり、2008年7月1日に解任された。続いて、アルバニアのKSディナモ・ティラナの監督の座に就き、監督として自身初タイトルとなるアルバニア・スーパーカップを獲得するが、同じティラナを本拠地とする2クラブに続けて敗戦したのち、2009年2月に辞任。再びクロアチアに戻りNKスラヴェン・ベルポの監督となった。

### 中東での挑戦
2010年7月1日、サウジアラビアで新たに1部リーグに昇格したばかりのアル・ファイサリーの監督に就任した。すると、2010-11シーズンは7位に食い込み、サウジ国王杯の出場権を獲得。アル・リヤドで同シーズンの年間最優秀監督に選出された。
2012年5月3日、アル・ヒラルとBチームの監督として契約。2013年1月30日にはトップチームの監督となって、2012-13シーズンのクラウンプリンスカップを制覇し、自身2つ目のタイトルを獲得した。
2014年3月8日、キケ・フローレスの後任としてアラブ首長国連邦のアル・アインの監督に就任。ここでは2017年に退任するまでに、アラビアン・ガルフ・リーグやUAEプレジデントカップなどのタイトルを獲得し、また2016年にはAFCチャンピオンズリーグで準優勝となるなど、監督としての実績を上げていった。

### クロアチア代表監督として
2017年10月、成績不振で解任されたアンテ・チャチッチの後任として、クロアチア代表監督に就任した。
同月に行われた2018 FIFAワールドカップ・ヨーロッパ予選グループI最終節で、共に本選出場を争っていたウクライナにアウェーで直接勝利し、2位となりプレーオフ進出。プレーオフではギリシャにホーム・アウェーの2戦合計で4-1で勝ち越し、2018 FIFAワールドカップの出場権を獲得した。
2018年6月からロシアで行われたFIFAワールドカップでは、初戦のナイジェリア戦後にニコラ・カリニッチを代表から外し帰国させるという決断を下したが、そのナイジェリア及びアルゼンチン、アイスランドに3連勝し、グループDを首位で通過した。決勝トーナメント1回戦でデンマーク、準々決勝で開催国ロシアにそれぞれペナルティーキック戦まで持ち込んだ末に勝利。準決勝ではイングランドに延長戦の末に勝利し、決勝進出を果たす。決勝ではフランスを相手に2-4の敗北を喫してしまったが、クロアチアを同国史上最高位の準優勝に導いた。
2022年11月からカタールで行われた2022 FIFAワールドカップにもチームを出場に導き、ベスト4まで進出したが準決勝でアルゼンチンに敗北し決勝には届かず前回のリベンジは果たせなかったが、3位決定戦でモロッコを破りクロアチアを3位へと導いた。

## タイトル

### 選手
ハイドゥク・スプリト
- ユーゴスラビアカップ 1983-84

### 指導者
KSディナモ・ティラナ
- アルバニア・スーパーカップ（英語版） 2008

アル・ヒラル
- クラウンプリンスカップ 2012-13

アル・アイン
- アラビアン・ガルフ・リーグ 2014-15
- UAEプレジデントカップ 2013-14
- アラビアン・ガルフ・スーパーカップ（英語版） 2015